# Incubus - Il potere del male
Incubus - Il potere del male (Incubus) è un film del 1982 diretto da John Hough.
È un film horror thriller canadese con John Cassavetes, John Ireland e Kerrie Keane. È basato su un romanzo di Ray Russell.

## Produzione
Il film, diretto da John Hough su una sceneggiatura di George Franklin e un soggetto di Ray Russell, fu prodotto da Marc Boyman e John M. Eckert per la John M. Eckert Productions, la Kings Road Productions e la Mark Films e girato a Guelph e a Toronto, in Canada dal 22 settembre 1980 al 17 novembre 1980 con un budget stimato in 150.000 dollari.

## Distribuzione
Il film fu distribuito con il titolo Incubus in Canada nel 1982.
Altre distribuzioni:
- in Francia il 24 febbraio 1982 (Incubus)
- negli Stati Uniti il 27 agosto 1982 al cinema dalla Artists Releasing Corporation (The Incubus)
- in Portogallo il 6 maggio 1983 (A Violação)
- nei Paesi Bassi il 23 febbraio 1984
- negli Stati Uniti nell'ottobre del 1984 (Chicago International Film Festival)
- nelle Filippine il 2 marzo 1985
- in Germania Ovest il 26 marzo 1987 (Incubus - Mörderische Träume) (home video)
- in Svezia (Demonen)
- in Spagna (El íncubo)
- in Italia (Incubus - Il potere del male)
- in Ungheria (Lidérc)

## Critica
Secondo Rudy Salvagnini (Dizionario dei film horror) il film "gode solo di una realizzazione sufficientemente professionale a cura dello specialista John Hough, ma non riesce mai a sollevarsi, nonostante qualche esplosione di violenza, dalla solida mediocrità". John Cassavetes si rileverebbe "divertente". Secondo Leonard Maltin il film dal basso budget è un "thriller dai tratti horror ripugnante".

## Promozione
Le tagline sono:
- "The Incubus. He is the Destroyer.".
- "The ultimate power of evil".
- "The dreams. The nightmares. The desires. The fears. The mystery. The revelation. The warning: He is the destroyer.".